# Robert Lapoujade
Cet article possède un paronyme, voir Robert Poujade.
Robert Lapoujade, né le 3 janvier 1921 à Montauban et mort le 17 mai 1993 à Saincy par Bellot en Seine-et-Marne, est un peintre, graveur à l'eau-forte et à la pointe-sèche, lithographe et réalisateur français.

## Biographie
Robert Lapoujade naît à Montauban où son grand-père, son père et son oncle sont boulangers-pâtissiers. Après la mort de son père en 1932, il interrompt ses études en 1935 pour devenir durant sept ans successivement garçon-boucher et aide de cuisine dans un restaurant, riveteur, couvreur, ouvrier agricole ou encore homme-sandwich. Il réalise sa première exposition, d'œuvres figuratives, en 1939 à Montauban. En 1941, il est moniteur d'art dramatique à Ars-sur-Moselle.
Durant la guerre, il est envoyé à Uriage pour effectuer un stage d'art dramatique et y crée des décors et costumes. Sous la fausse identité de Lucien Reynaud, il est ensuite dans les Hautes-Alpes prête-nom d'une maison de refuge pour des enfants juifs traqués. Réfractaire au Service du travail obligatoire, il se cache dans les bois puis rejoint des membres de Jeune France où il rencontre Loleh Bellon, Jean-Marie Serreau, Alfred Manessier. Arrivé à Paris en 1944, il s'installe rue de Seine et vit de petits travaux.

Robert Lapoujade, logo des Éditions du Seuil

Robert Lapoujade se lie en 1945 avec Paul Flamand et Jean Bardet, directeurs des Éditions du Seuil, pour lesquelles il illustre des recueils et des couvertures et dessine leur logo, lequel représente la grille d'entrée et la façade du 27, rue Jacob, immeuble occupé par la maison d'éditions de 1945 à 2010. Sa première exposition à Paris, d'œuvres toujours figuratives, a lieu en 1947 (préface de Waldemar George). L'année suivante, il réalise un portrait de Jean Cayrol pour son livre La vie répond publié par GLM.
En 1950, année qui marque le début de la non-figuration dans son œuvre, Robert Lapoujade présente une exposition à la Galerie mai de Marcel Michaud, participe au Salon de mai et publie un essai sur la peinture, Le Mal à voir. Il réalise plusieurs autres expositions en 1952, notamment à la galerie Arnaud (L'Enfer et la Mine), participe au Salon des Réalités Nouvelles et rédige un manifeste dans lequel il s'oppose au réalisme socialiste défendu par Fougeron, jugeant qu'il est possible de concilier engagement social et abstraction. En 1952, sa suite de sept grands tableaux sur le thème du Camp de concentration, conçue dans la non-figuration , constitue ainsi une réaction directe contre Les Mineurs de Jean Fougeron, Robert Lapoujade visant à y démontrer l'aptitude de la peinture abstraite aux préoccupations sociales.
Robert Lapoujade publie en 1955 aux Éditions du Seuil Les Mécanismes de fascination avec une préface du philosophe Jean Hyppolite, en 1956 Le sens et le non-sens dans la peinture abstraite (CNRS) et L'Homme perdu, sur les rapports de la poésie et de la peinture (La Tour de feu). Il figure parmi les 16 peintres de la jeune école de Paris présentés par Hubert Juin (Le Musée de Poche).
De nouvelles expositions de Lapoujade sont préfacées en 1957 par Francis Jeanson. En 1959 le peintre expose Le Vif du sujet à Paris (préface de Jean-Louis Ferrier), Autour des objets à La Chaux-de-Fonds et des peintures à thèmes érotiques à Monaco. Parallèlement, Robert Lapoujade commence à réaliser de petits films expérimentaux, la plupart dans le cadre du Service de la recherche de l'ORTF dirigé par Pierre Schaeffer. Parmi la douzaine de films ainsi créés jusqu'en 1967, Andréou (1960), Chastel (1962), Trois portraits de l'Oiseau-Qui-N'Existe-Pas (Prix Émile Cohl), sur un poème de Claude Aveline, avec une musique de François Bayle (1963), Prassinos, l'image et le moment, commentaire dit par Jean Vilar (1963) et Jean Paulhan (1965).
Sur la fin des années 1950, Robert Lapoujade est professeur de dessin et de peinture à l'École alsacienne. Il publie des textes, fait des conférences, participe à des enquêtes. Collaborant depuis 1958 au Réseau Jeanson, il signe en 1960 (avec d'autres peintres : Édouard Pignon, Paul Rebeyrolle, Paul-Jean Revel, Jean-Pierre Vielfaure, Claude Viseux) le Manifeste des 121 contre la guerre d'Algérie et est inculpé. Jean-Paul Sartre préface en 1961 son exposition, à la galerie Pierre Domec à Paris, Peintures sur le thème des émeutes, triptyque sur la torture, Hiroshima (Le peintre sans privilège, texte repris dans Situations IV, Paris, Gallimard, 1964). Un long article sur sa peinture est publié par Jean-Louis Ferrier dans la revue Les Temps modernes de Sartre. Une autre exposition, Nus, Émeutes, est ensuite présentée à galerie La Hune, préfacée par Maurice Nadeau.
En 1963, Lapoujade présente Sur le thème du nu à la galerie Pierre Domec. L'année suivante, il s'installe définitivement à Saincy, hameau de Bellot (Seine-et-Marne) et Marguerite Duras présente en 1965 ses Portraits non-figuratifs à la même galerie. De 1968 à 1971 il est chargé de cours de cinéma à l'école du cinéma et de photographie de Vaugirard. En 1969, son exposition Choses vues, à la galerie Domec, prend pour thèmes les événements de mai 1968 puis l'activité picturale de Lapoujade se réduit au profit de l'écriture et du cinéma. Il publie ainsi en 1970 L'Inadmissible qu'il adaptera lui-même au cinéma sous le titre Le Sourire vertical, présenté au Festival de Cannes de 1973. Considéré comme pornographique, censuré par Maurice Druon, le film sortira en salles après quelques coupures. Olivier Cotte observe que le court métrage d'animation qui suit, Un comédien sans paradoxe, « repousse les limites de la marionnette par son hyperréalisme dû à la technique déjà utilisée par George Pal pour les Puppetoons (en) ».
De 1980 à 1986, Robert Lapoujade est professeur à l'École nationale supérieure des arts décoratifs de Paris. Autour de 1981 il se remet à peindre, participant à de nombreuses expositions collectives et publiant plusieurs textes sur la peinture, malgré une maladie qui le paralyse progressivement. Vers 1988, il donne pendant trois ans des cours à l'Académie Talens à La Ferté-Milon où est en partie tournée une vidéo de Jean-Noël Delamarre (Une Leçon de peinture, 1991). Il meurt le 17 mai 1993 en sa maison de Saincy.
En 1996, sa ville natale Montauban organise une exposition rétrospective accompagnée d'un important catalogue. À Bellot, une rue porte le nom de l'artiste. De même, à Montauban en 2011, un square est baptisé à son nom, à quelques mètres de sa maison natale.

## Expositions

### Expositions personnelles
- Robert Lapoujade - Peintures et dessins, Galerie Jeanne Chastel, Paris, février-mars 1949.
- Robert Lapoujade - Cinquante portraits d'écrivains exécutés à la pointe d'argent - Portraits d'André Breton, Georges Bataille, Paul Claudel, Paul Éluard, François Mauriac, Galerie Chardin, Paris, 1949[1].
- Robert Lapoujade - Prétextes et peintures formelles, Galerie Mai, Paris, février 1950.
- Robert Lapoujade - L'enfer et la mine, Galerie Arnaud, Paris, octobre-novembre 1952[1].
- Galerie Pierre, Paris, juin 1957.
- Robert Lapoujade - Le vif du sujet, Galerie du Musée de poche 1959.
- Galerie Pierre Domec, avril 1961 (Émeutes - Triptyque de la torture - Hiroshima), 1963, mai-juin 1965 (Portraits et compositions - Portraits sur toiles de Gaston Bachelard[7], Marguerite Duras[8], Abel Gance, Jean Hyppolite, André Masson, Jean-Paul Sartre[9], Nathalie Sarraute[10]), 1969.
- Robert Lapoujade - Le portrait en peinture, galerie Claude Bernard, Paris, 1967[11].
- Musée Denon, Chalon-sur-Saône, décembre 1968[12].
- Robert Lapoujade - Rétrospective, Musée Ingres, Montauban, 1986.
- Robert Lapoujade - Peintures, Galerie de l'Odéon, octobre-novembre 1988.
- Robert Lapoujade - Le provocateur solitaire, Musée Ingres, Montauban, juin-septembre 1996.
- Abbaye d'Ardenne, Saint-Germain-la-Blanche-Herbe, août-octobre 2012[13].

### Expositions collectives
- Salon des moins de trente ans, Paris, 1946.
- Salon de mai, Paris, 1949, 1950, 1953, 1958, 1962.
- Salon des réalités nouvelles, Paris, 1952.
- Œuvres offertes par les artistes français et de divers pays - Bernard Buffet, Jean Commère, Géula Dagan, Pierre Garcia-Fons, Robert Lapoujade, André Minaux, Yvonne Mottet, Roland Oudot, Michel Patrix, Pablo Picasso, Édouard Pignon, Paul Rebeyrolle, Henry de Waroquier, Jean Weinbaum, Claude Weisbuch, Conférence d'Europe occidentale pour l'amnistie aux emprisonnés et exilés politiques espagnols, Maison de la pensée française, Paris, avril-mai 1961[14].
- Nouvelle figuration - Karel Appel, Francis Bacon, Corneille, Alberto Giacometti, Asger Jorn, Robert Lapoujade, Maryan S. Maryan, Roberto Matta, Antonio Saura, Nicolas de Staël, galerie Mathias Fels, Paris, 1961[15].
- Petits formats - Jean Bertholle, Pierre Gastaud, Charles Lapicque, Robert Lapoujade, Jean Le Moal, Édouard Pignon, Mario Prassinos, Robert Wogensky, galerie Pierre Domec, Paris, 1962.
- Aquarelles et gouaches - Jean Bazaine, Marc Chagall, Roger Chastel, Georges Dayez, Maurice Estève, Alexandre Garbell, Léon Gischia, Jacques Lagrange, Charles Lapicque, Robert Lapoujade, Henri Matisse, Joan Miró, Pablo Picasso, Georges Rouault, André Dunoyer de Segonzac, Gustave Singier, Maria Elena Vieira da Silva, Jacques Villon, Galerie Cinq-Mars, Paris.
- Pour une nouvelle conception du paysage - Trente cinq peintres présentés par Henry Galy-Carles et Jean-Jacques Lévêque : Gérald Collot, Corneille, Géula Dagan, Olivier Debré, James Guitet, Paul Kallos, Robert Lapoujade, Jean Le Moal, Raymond Moisset, Zoran Mušič, Georges Romathier, Key Sato, Raoul Ubac, Robert Wogensky…, Galerie L'Atelier, Toulouse, décembre 1964 - janvier 1965.
- Promesses tenues - Robert Lapoujade, Pierre Fichet, Olivier Debré, Roger-Edgar Gillet, Yasse Tabuchi, Robert Wogensky, Gustave Singier, Kumi Sugaï, Mario Prassinos, Jean Messagier, Paul Rebeyrolle, musée Galliera, Paris, septembre-octobre 1965.
- Donner à voir 4 - Jean Arp, Philippe Artias, Gianni Bertini, Alexandre Bonnier, Lucio Fontana, Robert Lapoujade, Richard Mortensen, Claude Viseux, Galerie Zunini, Paris, avril 1966[16].
- Jean Paulhan à travers ses peintres - Pierre Alechinsky, Victor Brauner, Georges Braque, Alexandre Bonnier, Bernard Dufour, Jean Dubuffet, Giorgio de Chirico, Oskar Kokoschka, André Masson, Chaïm Soutine, Guy de Vogüé, Robert Wogensky, Gaston Chaissac, Max Ernst, Jean Fautrier, Marie Laurencin, Robert Lapoujade, René Laubiès, André Lhote, Grand Palais, Paris, février-avril 1974.
- Expositions et rencontres, Musée d'Art et d'Histoire de Neuchâtel, octobre-décembre 1986.
- Autour de Jean Atlan - Écrivains-artistes et artistes-écrivains du XXe siècle, Musée Ingres, Montauban, juin-septembre 1987.
- Les artistes réfugiés à Dieulefit pendant la Seconde Guerre mondiale : Claire Bertrand, Willy Eisenschitz, Pierre Guastalla, Robert Lapoujade, Étienne-Martin, Wols, Musée d'Art et d'Archéologie de Valence, 1991.
- Petits formats des peintres de réalités secondes, Galerie Ariane, Paris, février 1992.
- La France et la guerre d'Algérie, La contemporaine, Nanterre, 1992.
- Salon Comparaisons, Paris, 1992.
- Projet "Pour un musée en Palestine" - cent quarante œuvres, Institut du monde arabe, Paris, mars-mai 2018.

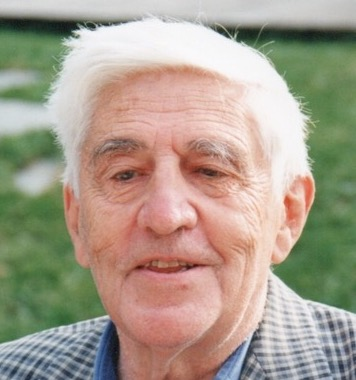
Bernard Dorival

## Réception critique et témoignages

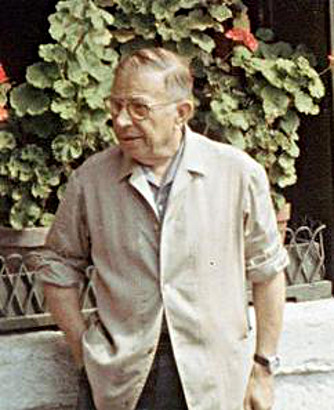
Jean-Paul Sartre

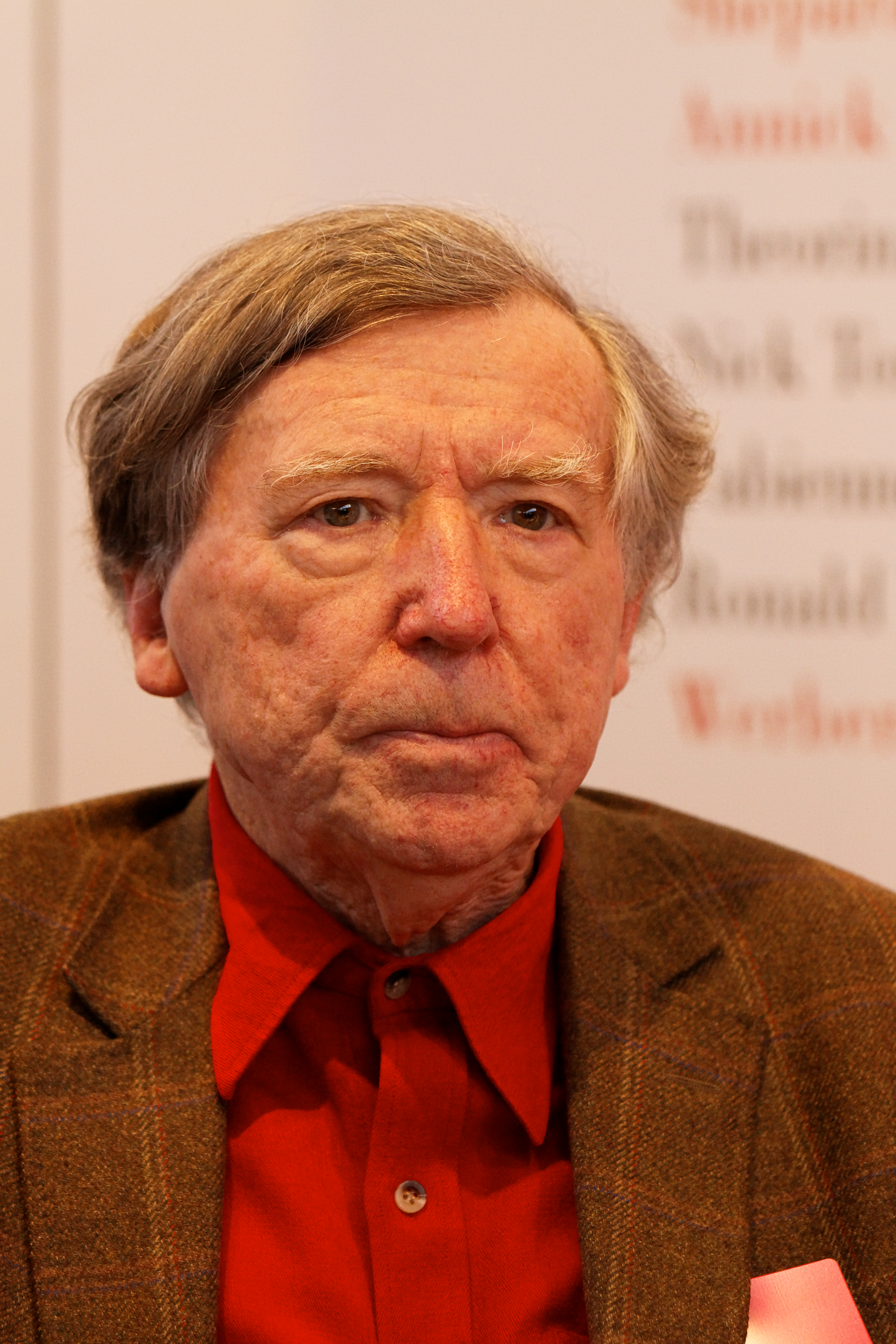
Michel Ragon

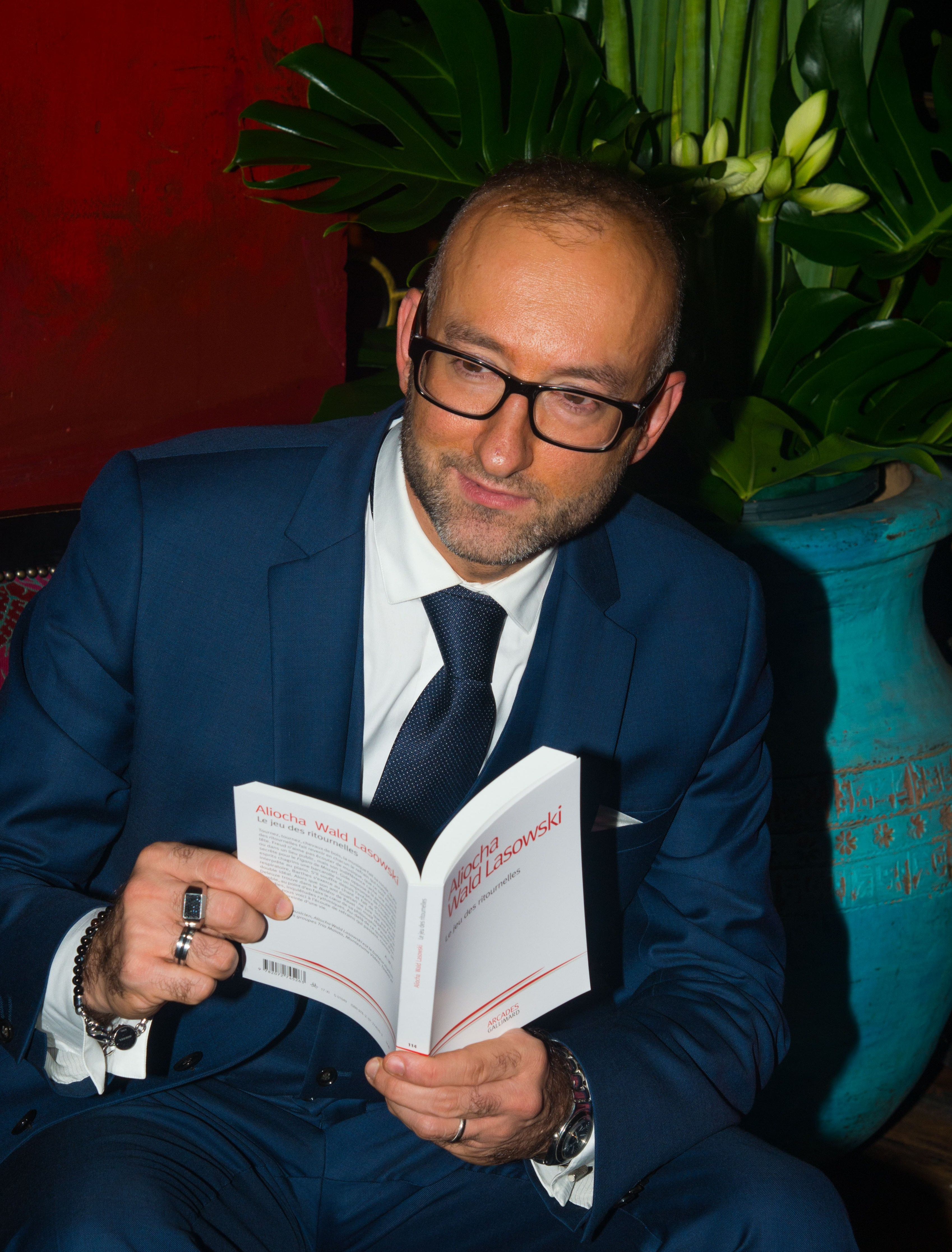
Aliocha Wald Lasowski

- « Une peinture de la peinture, présentation de sa propre réflexivité. » - Jean Hyppolite[17]
- « Son répertoire de formes est directement inspiré de la nature, et singulièrement des vieux murs barbouillés de taches, dont parle Vinci qu'il cite en exergue à son essai Les Mécanismes de fascination. Lapoujade est loin de renier le sujet. Mais il veut la forme d'une "ambiguïté allusive" ; soyez d'abord sensible au panneau peint lui-même, à son rythme, à sa couleur ; ensuite, lisez le titre du tableau et vous découvrirez une présence. » - Bernard Dorival[1]
- « C'est un événement assez considérable, je crois, qu'un peintre ait su plaire si fort à nos yeux en nous montrant sans fard le deuil éclatant de nos consciences. » - Jean-Paul Sartre[18]
- « Rien de ce que fait Lapoujade n'est indifférent et demeure toujours excitant pour l'esprit. » - Michel Ragon[19]
- « Lapoujade travaillant, c'est une chose inoubliable. Il dit : "je ne veux rien déterminer à l'avance, aussi ne vous étonnez pas de ma façon de peindre". C'est très impressionnant. Vous êtes là et, encore une fois, il ne vous regarde pas... Vous gêneriez l'absolue figure que vous êtes en lui s'il vous regardait. » - Marguerite Duras[10]
- « L'exposition de Lapoujade, L'Enfer et la mine en 1952, prit chez ce jeune peintre, passé successivement par les expériences figuratives et abstraites, valeur de manifeste ; l'antagonisme humain-minéral y est traduit pae des allusions, des signes ou des rythmes percutants que Lapoujade lui-même qualifie d'“abstraction impressionniste”. Comme plusieurs autres artistes de sa génération, Paul Rebeyrolle, Bernard Dufour, Jean Messagier, Antonio Saura, il montre que les limites sont ténues entre abstraction et figuration. » - Pierre Cabanne[20]
- « Un autodidacte "embarqué dans une imprévisible aventure de création" écrit Marcel Brion. Entre abstraction et figuration, un langage plastique informel affranchi de la ligne et débouchant sur une sorte d'expressionnisme symbolique. » - Gérald Schurr[21]
- « Tout en adaptant à son propre usage les raisonnements formels de l'abstraction, il les fondait sur un substrat tiré de la réalité, mais non immédiatement perceptible et demandant un effort de décryptage de la part du spectateur. Dans cette résolution ambiguë comme beaucoup d'informels, il retrouvait l'écho de la dernière période iimpressionniste de Claude Monet, avec une juxtaposition serrée de touches grasses récréant la vibration de la lumière... Au sujet du caractère très particulier de son abstraction, qui ne concerne que la premier regard, on entend souvent évoquer le premier chef-d'œuvre inconnu du Frenhofer d'Honoré de Balzac. » - Jacques Busse[22]
- « En 1961, Sartre écrit Le peintre sans privilèges[18] consacré à l'exposition du peintre Robert Lapoujade, Foules. Dans sa peinture, Lapoujade dénonce la pratique de la torture et condamne la violence. De son côté, pour Sartre, l'essentiel tient moins au sujet traité qu'à l'invention picturale qui en souligne la gravité. La réussite du peintre est d'éviter la morale et l'esthétisme. Seul peut peindre la guerre l'artiste qui y est préparé par une sensibilité personnelle et par un mouvement intérieur. D'où l'expression de Sartre : "Lapoujade ne peint pas ses toiles dans l'espoir d'augmenter de quelques centimètres carrés la superficie de la beauté ; mais il tirera ses motifs, ses thèmes, ses obsessions, ses fins, du mouvement même de son art... Hiroshima était réclamée par l'Art". Comment la peinture peut-elle donner sens au monde et avoir une prise sur le réel sans se renoncer à elle-même ? Il s'agit pour le peintre non pas d'imiter le monde, mais de l'incarner. » - Aliocha Wald Lasowski[23]

## Prix et distinctions
- Prix Émile-Cohl 1964 pour Trois portraits d'un oiseau qui n'existe pas[24].
- Prix Marzotto, 1968.
- Prix spécial du jury, Festival de Venise, 1968, pour Le Socrate.
- César du meilleur court métrage d'animation, 2e cérémonie des César, 1977, pour Un comédien sans paradoxe[25].
- Médaille d'argent du Salon de la Société des artistes français, 1981.
- Officier des Arts et des Lettres, 1984.

## Collections publiques

### Burkina Faso
- Ambassade de France à Ouagadougou, La Forêt, estampe 55x37cm, 1961 (dépôt du Centre national des arts plastiques)[26].

### France

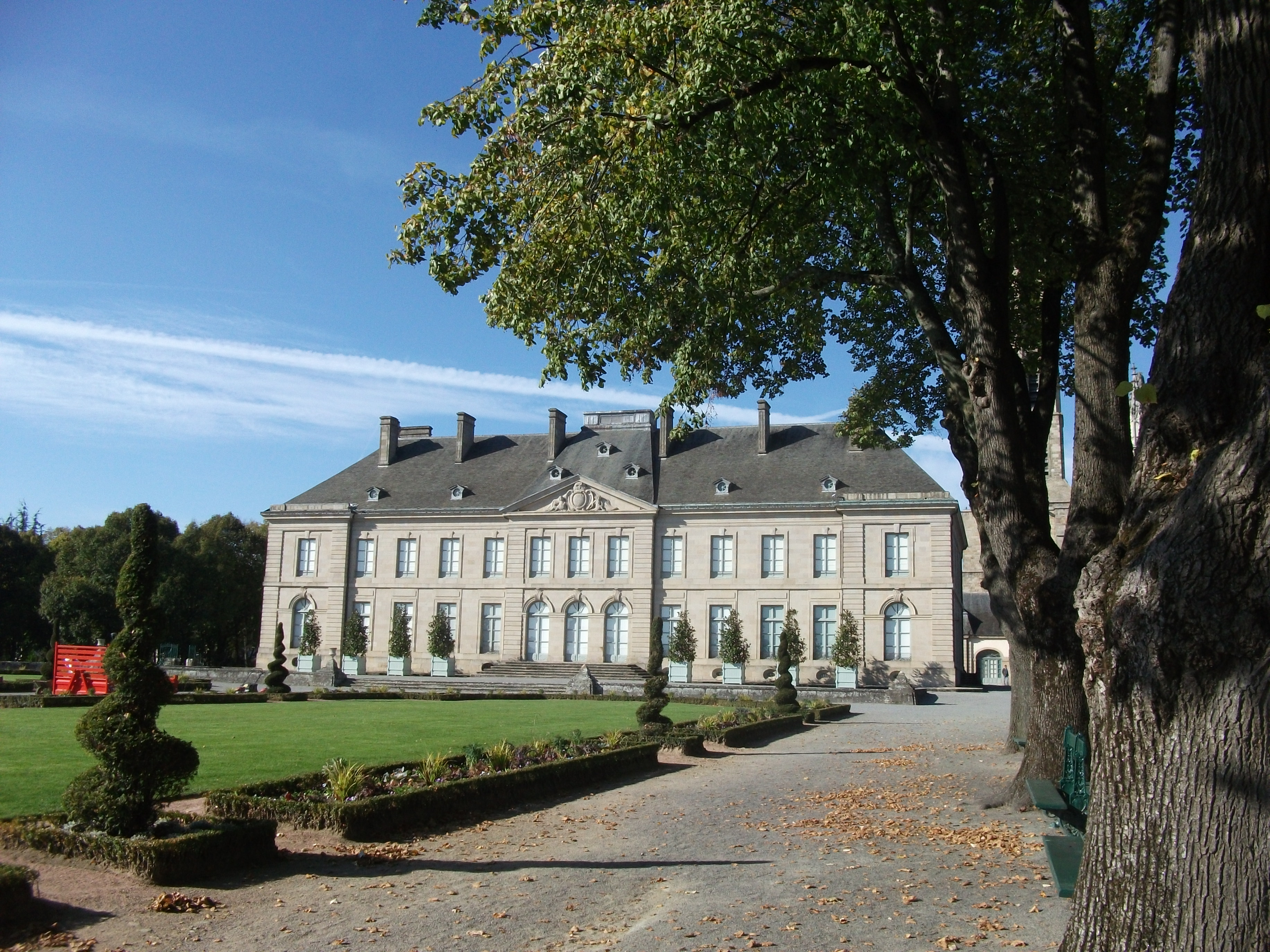
Musée des Beaux-Arts de Limoges

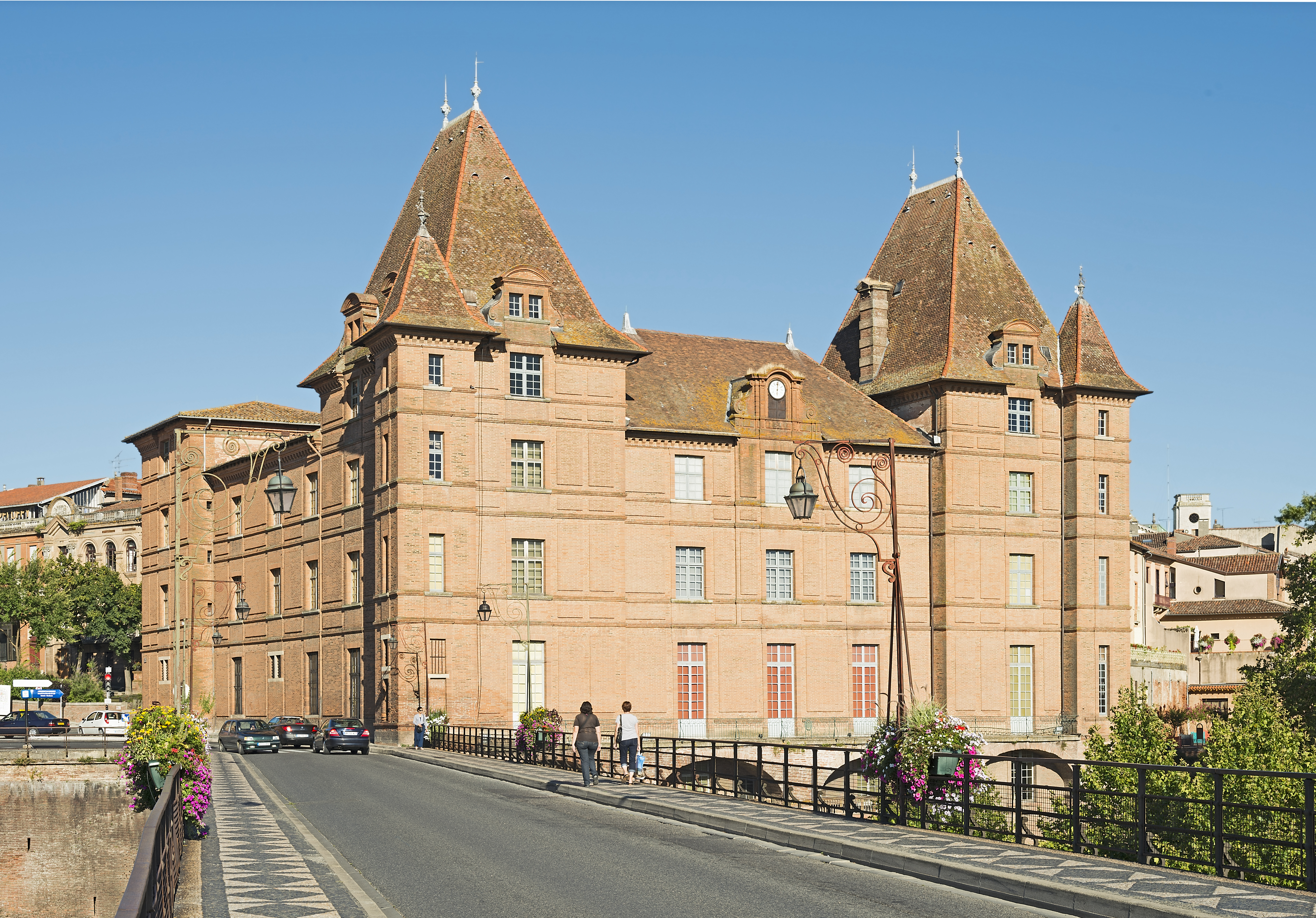
Musée Ingres de Montauban

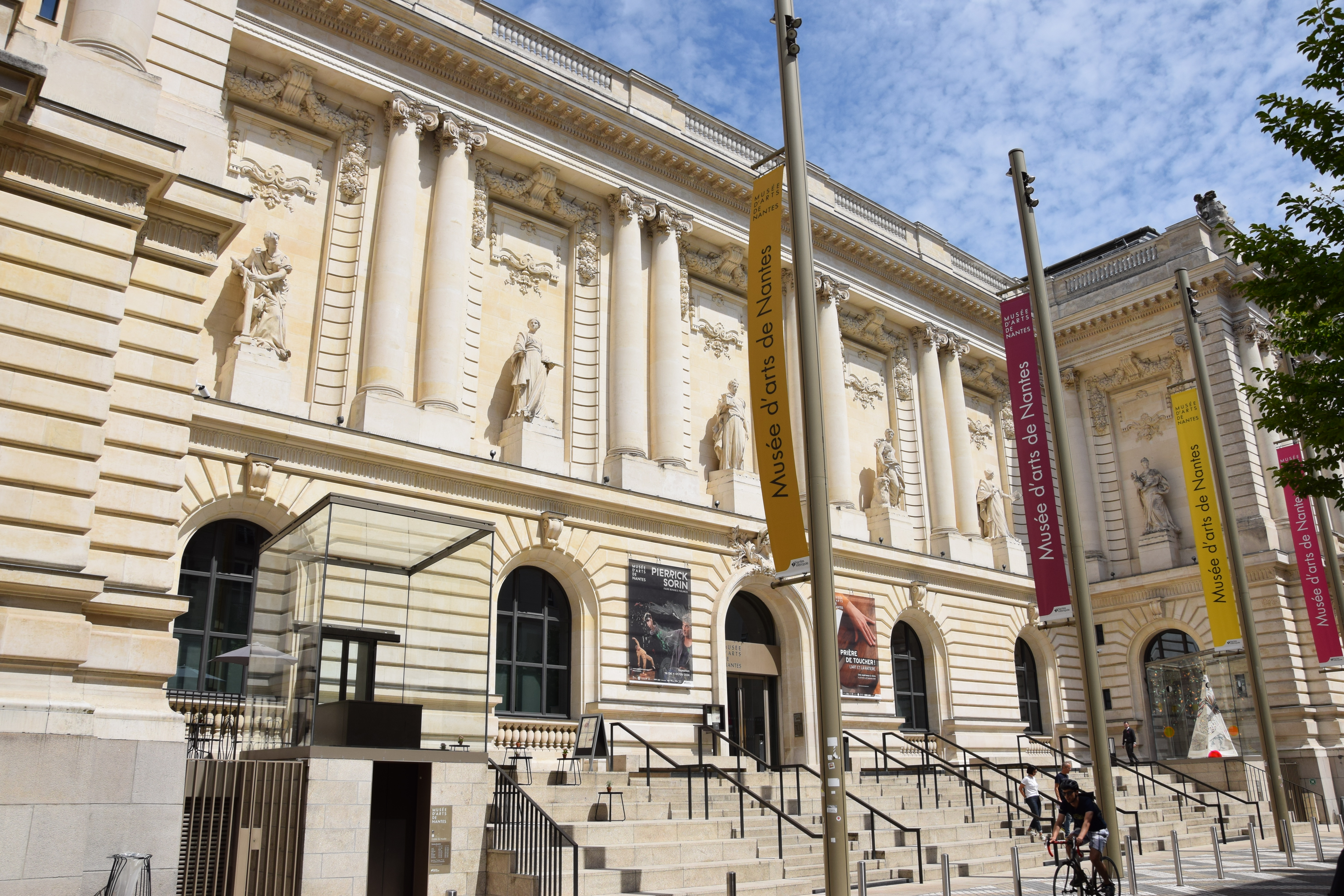
Musée d'Arts de Nantes

- Hôtel de ville d'Amboise, Adolescente, estampe, vers 1963 (dépôt du Centre national des arts plastiques)[27].
- Artothèque de Brest, L'adolescente, lithographie 76x56cm.
- Musée des Beaux-Arts de Limoges, Portrait de Gaston Bachelard, huile sur toile[7],[28].
- Musée Ingres, Montauban :
  - La Seine vue du pont Sully, huile sur toile 130x189cm, 1956[29].
  - Ces dames de Montauban, huile sur toile 195x130cm[30].
  - Émeutes, 1969[13].
- Musée d'Arts de Nantes :
  - Composition, huile sur toile 16x27cm[31] ;
  - Émeutes, eau-forte et pointe sèche 50x66cm, 1961[32] ;
  - Forêt, eau-forte et pointe sèche 76x57cm, 1961[33].
- Ministère de la défense, Paris, La barricade, huile sur toile 80x150cm, 1961 (dépôt du Centre national des arts plastiques)[34].
- Ministère de l'intérieur, "Émeutes", gravure 32x52cm, vers 1963 (dépôt du Centre national des arts plastiques)[35].
- Musée d'art moderne de la ville de Paris :
  - L'adolescente, pointe sèche 76,5x57cm, 1961[36] ;
  - Danièle se déshabille, huile sur toile 130x80cm, 1960[37] ;
  - Le couple au miroir, huile sur toile 190x79cm, 1968[38].
- Musée national d'Art moderne, Paris[39] :
  - Portrait de l'oiseau qui n'existe pas, pastel sur papier velours, 37x29cm.
  - L'adolescente, huile sur toile 190x79cm, 1957.
  - L'émeute, encre de Chine sur papier, 44x55cm, 1960.
  - Émeute, eau-forte et pointe-sèche, 50x66cm, 1961.
  - Provence, huile sur toile, 1951[40].
- Palais du Sénat, Paris, Provence, huile sur toile 73x100cm (dépôt du Centre national des arts plastiques)[41].
- Fonds national d'art contemporain, Puteaux :
  - Tête de jeune fille, dessin 28x20cm, vers 1945[42] ;
  - Paysage, eau-forte 50x66,5cm, 1960[43] ;
  - Adolescente, eau-forte 76,5x57cm, 1964[44] ;
  - La tentation de Saint-Antoine, huile sur toile 89x130cm, 1982[45].
- Musée des Augustins de Toulouse, Strip-tease, huile sur toile 114x195cm, 1965.

### États-Unis
- Art Institute of Chicago, Venise, gravure 47,5 × 76,5 cm, 1959[46].

## Collections privées
- Roland Dumas :
  - Acrobate, plume sur papier, 1940[47].
  - Portrait de Jean-Paul Sartre, huile sur toile[9],[48].
- Éric Rohmer, avenue Pierre-Ier-de-Serbie, Paris[49].
- Patrick Waldberg, Composition abstraite, huile sur toile[50].

## Œuvre

### Illustrations littéraires
- Jean Cayrol, La vie répond, portrait de l'auteur dessiné par Robert Lapoujade, Éditions GLM, 1948[51].
- Francine Cockenpot, Berceuses - Douze chansons, dessins de Robert Lapoujade, éditions du Seuil, Paris, 1948[52].
- Louis Pauwels (préface de François Mauriac), Les Voies de petite communication, 11 dessins et couverture de Robert Lapoujade, 1 200 exemplaires numérotés, Éditions du Seuil, 1949.
- Charles Piquois, Observations, poèmes, 3 dessins de Robert Lapoujade, Le Messager boiteux de Paris, 1951.
- Jean-Clarence Lambert, Nue et le chant, eaux-fortes de Robert Lapoujade, René Debresse, 1953.
- Pär Lagerkvist (avant-propos de Lucien Maury), Barabbas, eaux-fortes de Robert Lapoujade, 210 exemplaires numérotés, Les Bibliophiles du Palais, 1954.
- Georges Bernanos, Le Dialogue des carmélites, dessins à la pointe d'argent sur parchemin par Robert Lapoujade, Éditions du Seuil/Éditions Baconnière, 1955.
- Ludovic Massé, Le Refus, illustrations de Robert Lapoujade, L'Amitié par le livre, 1962.
- Charles Dobzynski, D'une voix commune - Poème, illustrations de Robert Lapoujade, Éditions P. Seghers, Paris, 1962.
- Alice Colanis, Droites distances, lithographie originale de Robert Lapoujade, 40 exemplaires numérotés, Librairie de Saint-Germain-des-Prés, 1973.
- René Jacques Chauffard (préface d'Eugène Ionesco), Les Pirogues, illustrations de Robert Lapoujade, La Coïncidence, Paris, 1980.

### Écrits

#### Livres
- Le mal à voir, illustré de 11 photographies d'Alain Resnais, Le Messager boiteux de Paris, 1951.
- Les mécanismes de fascination, préface de Jean Hyppolite, collection « Pierre vives », Éditions du Seuil, 1955[53].
- « Le sens et le non-sens de la peinture abstraite », dans : ouvrage collectif sous la direction de Jean Jacquot (préface d'Étienne Sourlau), Visages et perspectives de l'art moderne - Peinture, poésie, musique, CNRS, 1956.
- L'Inadmissible, roman, Denoël, 1970[54].
- Robert Lapoujade, Jacques Gaucheron et Pierre Cabanne, Ilio Signori - Sculptures et dessins, 1981-1999, Ilio Signori, 2000.

#### Articles
- « Le sens et le non-sens de la peinture abstraite », Visages et perspectives de l'art moderne - Peinture, poésie, musique, Entretiens d'Arras (20-22 juin 1955), C.N.R.S., 1956.
- « La liberté de l'artiste », Les Lettres nouvelles, n°59, 1958.
- « Pour un art même », Cahiers du Musée de poche, 1959.
- « Sur le réalisme non figuratif », La Nouvelle Critique, n°120, 1960.
- « Peinture et réalisme », Les Lettres françaises, 1er septembre 1960.
- « La réalité du réel », Pour l'art, n°75, décembre 1960.
- « Le signe et la signification », Médiations - Revue des expressions contemporaines, n°1, Éditions de Minuit, 1961[55].
- « Frederico Fellini », L'Arc, n°45, 1971, pages 57-60.
- « L'Être en regard », Les Temps modernes, 13 novembre 1987.
- « Le peintre, la peinture et l'art », Revue d'esthétique, n°16, 1989.
- « La grande différence », Antigone, n°14, 1990.

### Films

#### Réalisateur
- 1946 : Prison, court métrage, 12 min[56].
- 1959 : Enquête sur un corps, noir et blanc, 15 min.
- 1960 : Foules, court métrage d'animation, 9 min, Service Recherche de l'ORTF.
- 1961 : Noir Blanc, court métrage d'animation, 8 min, Service Recherche de l'ORTF, Prix spécial de la semaine internationale du film, Évreux.
- 1961 : Andréou, portrait d'artiste, noir et blanc, 15 min.
- 1962 : Prison, musique de Luc Perrini, court métrage d'animation, collection : Banc d'essai, archives INA, 12 min, Prix Antonin-Artaud.
- 1962 : Peintures de Roger Chastel, commentaires de Jean Lescure, musique Luc Ferrari, Service Recherche de l'ORTF.
- 1963 : Prassinos : l'image et le moment, portrait d'artiste, commentaires dit par Jean Vilar, Service Recherche de l'ORTF[57].
- 1963 : Trois portraits d'un oiseau qui n'existe pas, d'après un poème de Claude Aveline, musique de François Bayle (7 min 28 sec). Service Recherche de l'ORTF, Prix Émile-Cohl 1964[24].
- 1964 : Cataphote, Service Recherche de l'ORTF, 9,50 min.
- 1965 : Vélodramme, court métrage d'animation, musique Edgardo Canton, Service Recherche de l'ORTF.
- 1965 : Jean Paulhan : Portraits parallèles, collection Banc d'essai, archives Ina, Service Recherche de l'ORTF.
- 1967 : L'ombre de la pomme, court-métrage d'animation, 9 min. Musique de Jean-Louis Chautemps et Bernard Vitet, film déposé aux Archives françaises du film, batterie de Bois-d'Arcy[58].
- 1968 : Mise à nu, court métrage d'animation.
- 1968 : Le Socrate (90 min), dialogues de Colette Audry et Jean-Patrick Manchette, musique de Bernard Parmegiani. Prix spécial du jury au Festival de Venise 1968[59],[60],[61].
- 1973 : Le Sourire vertical, avec Françoise Brion, François Perrot, Henri Serre, Jean-Pierre Mocky et Olivier Hussenot[62],[63],[64].
- 1976 : Un comédien sans paradoxe (15 min), court métrage d'animation réalisé avec une marionnette.
- 1977-1978 : Les mémoires de Don Quichotte, musique de Romain Didier, interprétation Claude Nougaro, Nicole Croisille..., comédie musicale inachevée, réalisée avec des marionnettes (Musée-Château d'Annecy, Service d'animation).

#### Acteur
- 1992 : La Règle du je de Françoise Etchegaray[65].

## Élèves
- Michel Biot.
- Victorine Follana.
- Maurice Nadeau[66].
- Christophe Syren.
- Michel Tyszblat[67].
- Marie-Thérèse Vacossin.
- Vincent Vallois.

### Référence Service Recherche de l'ORTF
- La Nouvelle figuration
- François Jousselin

### Filmographie
- Sarah Maldoror, Robert Lapoujade - peintre, documentaire, 5 min, 1984.

### Archives
- Les archives de Robert Lapoujade sont conservées et sont consultables à l'Institut mémoires de l'édition contemporaine, abbaye d'Ardenne, Saint-Germain-la-Blanche-Herbe (descriptif en ligne).